# Jeřáb (stroj)

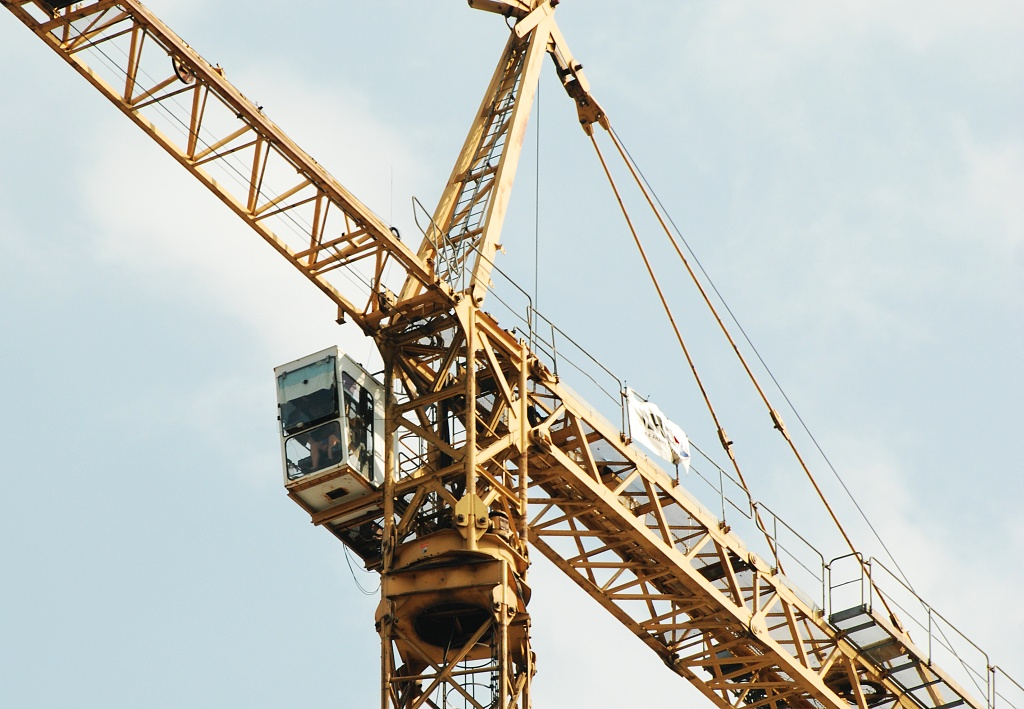
Nejvyšší pražský jeřáb na stavbě pankráckého mrakodrapu (2007)

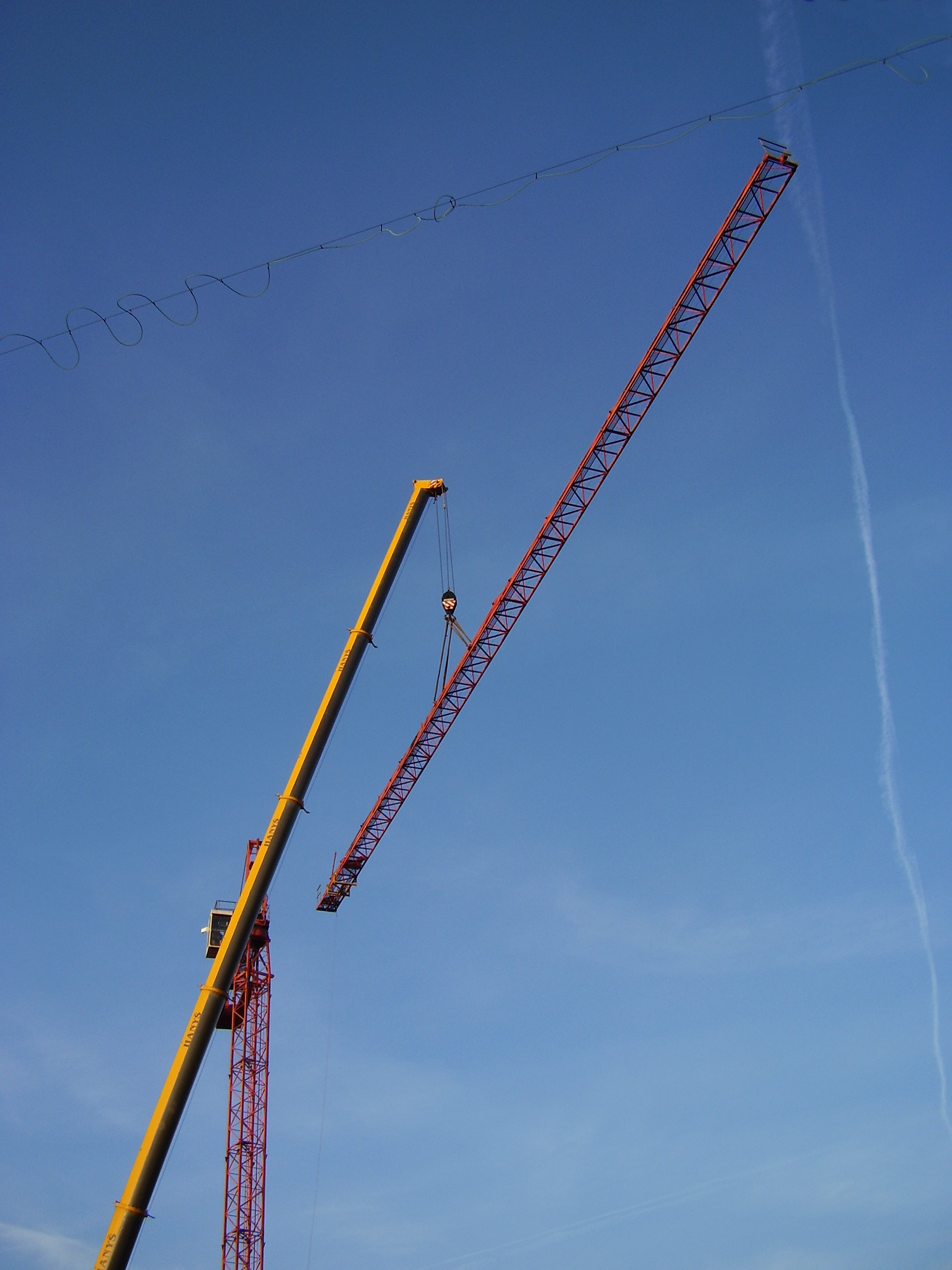
Sestavování jeřábu za pomoci autojeřábu

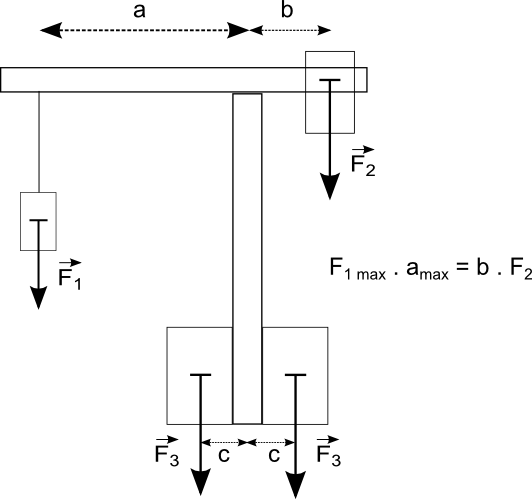
Nákres jeřábu

Jeřáb je dopravní stroj z kategorie zdvihadel, který zdvíhá a poté přemisťuje těžké předměty respektive břemena, obvykle (ale ne vždy) pomocí kladnice a háku na laně. Používá se ve všech oblastech průmyslu (zejména v těžkém průmyslu), dále pak ve stavebnictví i jinde. Příbuznými stroji jeřábu jsou vrátky a nákladní zdviže.

## Druhy jeřábů
- Mobilní jeřáb
  - kolový (autojeřáb)
  - pásový
- Lodní jeřáb
- Mostový jeřáb
  - vnitřní
    - oboustranný
    - jednostranný (konzolový jeřáb)

  - venkovní
- Portálový jeřáb
  - přístavní resp. dopravní (např. portainer)
  - průmyslový
    - oboustranný
    - jednostranný

  - stavební
- Věžový jeřáb
- Kolejový jeřáb
- Člunový jeřáb

## Revize zdvihacích zařízení
Z důvodu splnění požadavku na zajištění bezpečného provozu zdvihacích zařízení, zejména při dodržení pracovních a provozních podmínek, musí být veškerá zdvihací zařízení podrobena pravidelným inspekcím, kdy jejich hlavním úkolem je včasné zjištění odchylek od bezpečného stavu. Revizní zkoušky se provádějí dle ČSN 27 0142.
Zákon č. 309/2006 Sb. dle § 4 ukládá, že stroje, technická zařízení, dopravní prostředky a nářadí musí být z hlediska bezpečnosti a ochrany zdraví vhodné pro práci, při které jsou používány.

### Lhůty revizí
Lhůty pro provádění revizí a revizních zkoušek, pokud není místním předpisem uvedeno jinak.
| Provozní skupina | Revize | Revizní zkouška | Skupina jeřábů |
| ---------------- | ------ | --------------- | -------------- |
| J1 a J2          | 4 roky | 8 let           | I              |
| J3               | 3 roky | 6 let           | II             |
| J4               | 2 roky | 4 roky          | III            |
| J5 a J6          | 1 rok  | 2 roky          | IV             |

| Prostředí                   | Revize   | Revizní zkouška | Druhy jeřábů                                                        |
| --------------------------- | -------- | --------------- | ------------------------------------------------------------------- |
| Agresivní a horké prostředí | 1 rok    | 2 roky          | Stavební, silniční výložníkové, železniční lanové, hydraulické ruky |
| Agresivní a horké prostředí | 1 rok    | 2 roky          | Platí pro všechny skupiny                                           |
| Agresivní a horké prostředí | 6 měsíců | 3 roky          | Stohovací (stanoviště obsluhy se pohybuje s břemenem)               |
| Agresivní a horké prostředí | 3 měsíce | 2 roky          | Stohovací                                                           |

Případně změny lhůt revizí a revizních zkoušek může povolit orgán státního odborného dozoru na žádost provozovatele po projednání s revizním technikem. Lhůty revizí a revizních zkoušek je možno překročit nejdéle o 3 měsíce.